# عصب قطني
الأعصاب القطنية (بالإنجليزية: Lumbar nerves)‏ هي خمسٌ أزواجٍ من الأعصاب الشوكية وتخرج من الفقرات القطنية، وتنقسم إلى قسمٍ أمامي وآخر خلفي.

## معرض صور

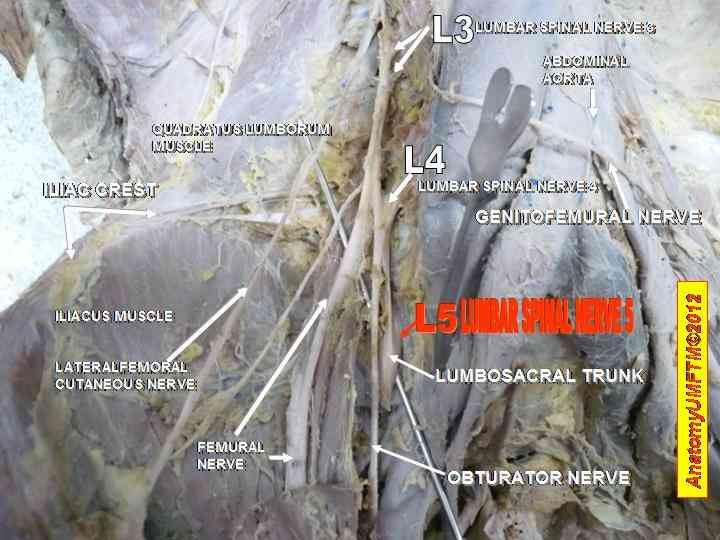
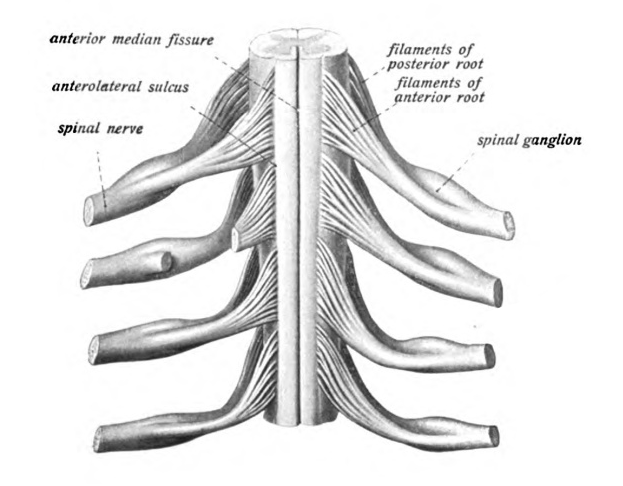
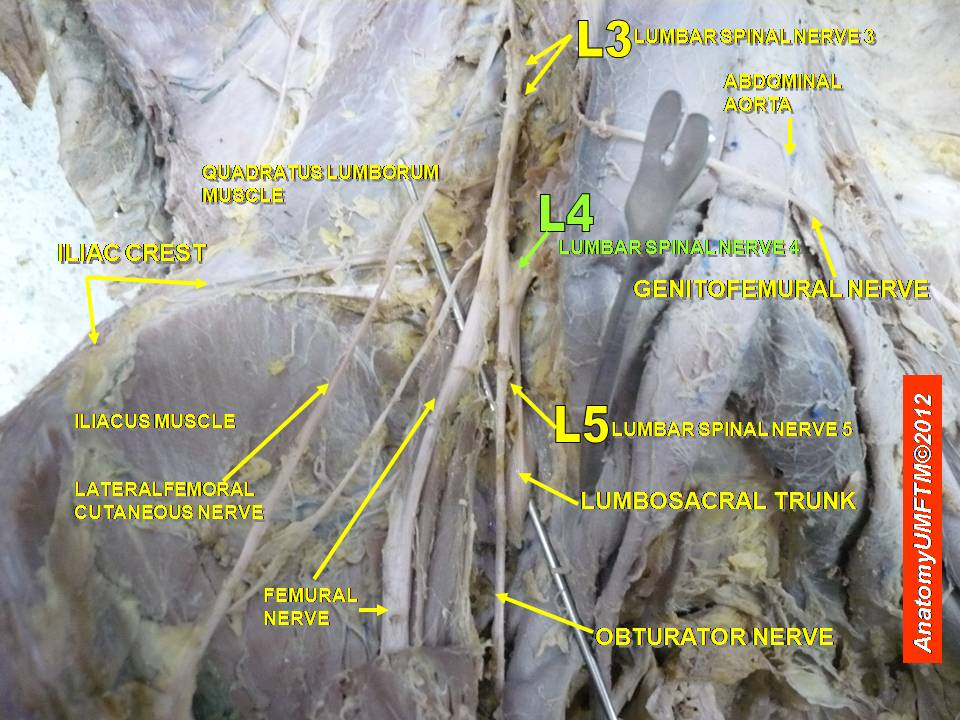
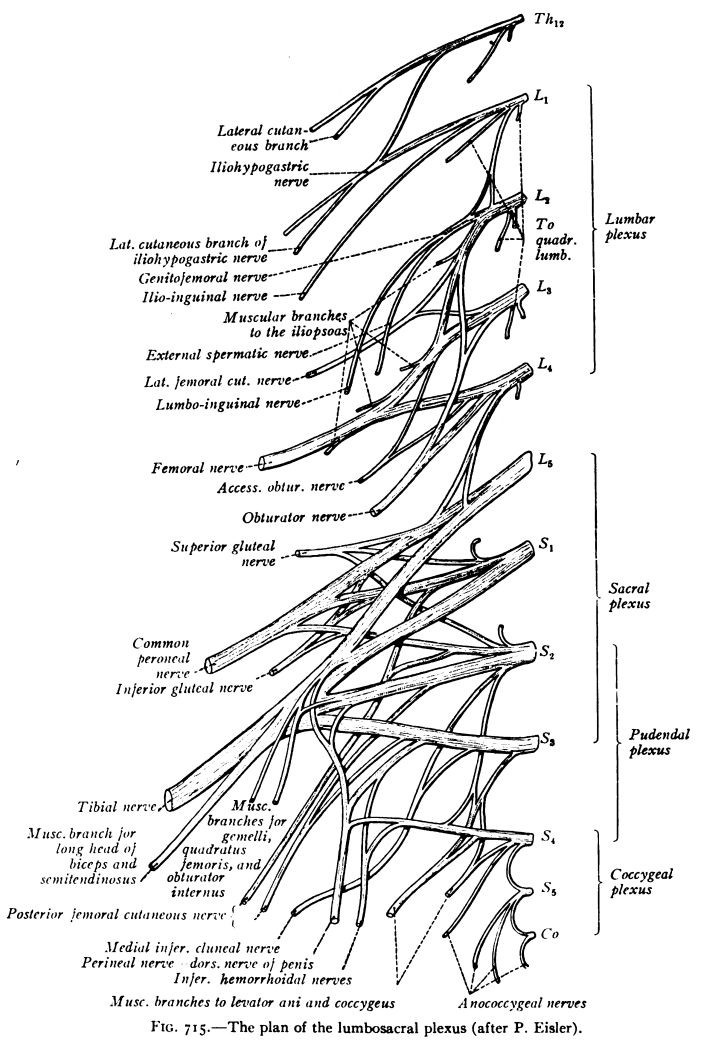
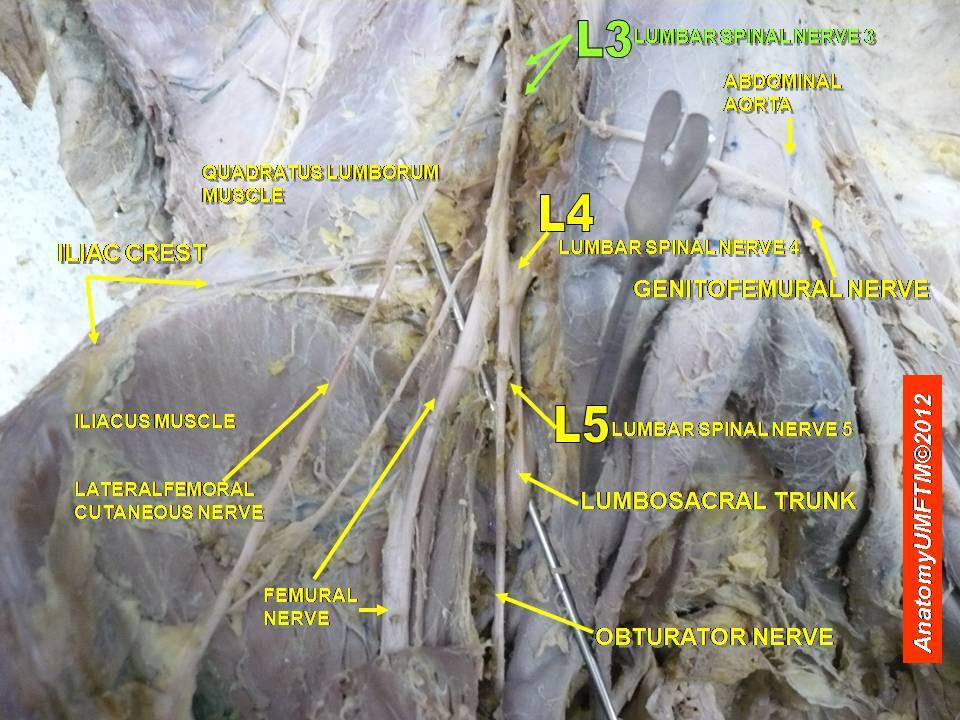